# Camara Jones
Camara Jones (ur. 15 maja 1972) – amerykańska lekkoatletka specjalizująca się w długich biegach sprinterskich.

## Sukcesy sportowe
Największe sukcesy na arenie międzynarodowej odniosła w 1995 r., zdobywając w Göteborgu tytuł mistrzyni świata w biegu sztafetowym 4 x 400 metrów oraz w Fukuoce srebrny medal letniej uniwersjady, również w sztafecie 4 x 400 metrów.

## Rekordy życiowe
- bieg na 400 metrów – 52,54 – Port-of-Spain 08/05/1998
- bieg na 400 metrów (hala) – 54,10 – Gainesville 07/02/1998